# Bartow (Georgia)
Bartow è un comune degli Stati Uniti d'America, situato nello Stato della Georgia, nella contea di Jefferson.